# Big Hole Tract 8 (moitié nord)
Ne doit pas être confondu avec Big Hole Tract 8 (moitié sud).
Big Hole Tract 8 (moitié nord) est une réserve indienne du comté de Northumberland, à l'est de la province canadienne du Nouveau-Brunswick.

## Toponyme
La réserve est nommée ainsi d'après le Gros Trou, Big Hole en anglais, une caverne accessible seulement sous l'eau située à l'embouchure de la Grande rivière Sevogle dans la Rivière Miramichi nord-ouest. Les Micmacs nommaient cette grotte Condeanweegan, ce qui signifie « wigwam de roche ».

## Histoire
La réserve de Big Hole est établie le 5 mars 1805. D'une superficie originale de 8 700 acres, elle est fortement réduite en taille par la suite.

## Administration

### Représentation et tendances politiques
Nouveau-Brunswick: Big Hole Tract 8 fait partie de la circonscription provinciale de Miramichi-Centre, qui est représentée à l'Assemblée législative du Nouveau-Brunswick par Robert Trevors, du Parti progressiste-conservateur. Il fut élu en 2010.
 Canada: Big Hole Tract 8 fait partie de la circonscription électorale fédérale de Miramichi, qui est représentée à la Chambre des communes du Canada par Tilly O'Neill-Gordon, du Parti conservateur. Elle fut élue lors de la 40e élection fédérale, en 2008.